# Ivor Pandur
Ivor Pandur (Rijeka, Croacia, 25 de marzo de 2000) es un futbolista croata que juega como portero en el Hull City A. F. C. de la EFL Championship.

## Trayectoria
Debutó como profesional con en el HNK Rijeka en octubre de 2019 en un partido de copa contra el Buje. Posteriormente debutó en la liga el 14 de diciembre de 2019, jugando los 90 minutos en la victoria por 3-1 ante el N. K. Varaždin.
El 31 de agosto de 2020 firmó un contrato de 5 años con el Hellas Verona F. C. Debutó el 28 de octubre en una eliminatoria de la Copa Italia contra el Venezia F. C. que terminó 3-3 tras la prórroga, y en la que el Verona avanzó gracias a que detuvo dos penaltis en la tanda. Debutó en la liga el 9 de mayo de 2021 en un empate a uno con el Torino F. C.
El 7 de julio de 2022 fue cedido al Fortuna Sittard.

## Selección nacional
Ha sido convocado por varias selecciones juveniles croatas.

## Estadísticas

### Clubes
Actualizado al último partido disputado el 19 de diciembre de 2023.
| HNK Rijeka · Croacia                  | 1.ª           | 2019-20       | 18 | 19  | 4  | 2  | — | — | 22 | 21  |
| HNK Rijeka · Croacia                  | 1.ª           | 2020-21       | 2  | 2   | 0  | 0  | — | — | 2  | 2   |
| HNK Rijeka · Croacia                  | Total club    | Total club    | 20 | 21  | 4  | 2  | 0 | 0 | 24 | 23  |
| Hellas Verona F. C. · Italia          | 1.ª           | 2020-21       | 4  | 6   | 2  | 5  | — | — | 6  | 11  |
| Hellas Verona F. C. · Italia          | 1.ª           | 2021-22       | 3  | 6   | 2  | 4  | — | — | 5  | 10  |
| Hellas Verona F. C. · Italia          | Total club    | Total club    | 7  | 12  | 4  | 9  | 0 | 0 | 11 | 21  |
| Fortuna Sittard · Países Bajos        | 1.ª           | 2022-23       | 31 | 52  | 0  | 0  | — | — | 31 | 52  |
| Fortuna Sittard · Países Bajos        | 1.ª           | 2023-24       | 16 | 28  | 2  | 0  | — | — | 18 | 28  |
| Fortuna Sittard · Países Bajos        | Total club    | Total club    | 47 | 80  | 2  | 0  | 0 | 0 | 49 | 80  |
| Hull City A. F. C. Inglaterra         | 2.ª           | 2023-24       | 0  | 0   | 0  | 0  | — | — | 0  | 0   |
| Hull City A. F. C. Inglaterra         | Total club    | Total club    | 0  | 0   | 0  | 0  | 0 | 0 | 0  | 0   |
| Total carrera                         | Total carrera | Total carrera | 74 | 113 | 10 | 11 | 0 | 0 | 84 | 124 |
| (1) Hace referencia a goles encajados |               |               |    |     |    |    |   |   |    |     |